# Municipio de Saucillo
El municipio de Saucillo es uno de los 67 municipios en que se divide el estado mexicano de Chihuahua. Su cabecera es Saucillo.

## Historia
Ocupada por los españoles desde el siglo XVIII y explotado el Mineral de Naica con el nombre de San José del Sacramento desde 1794, la región dependió del municipio de Rosales; en julio de 1889 fue constituida en Sección Municipal, adquirió la categoría de municipio por decreto del 27 de noviembre de 1896.
El territorio donde está ubicada su cabecera municipal era la Estancia del Saucillo, la cual fue una dependencia de la Hacienda de San Marcos, titulada el 24 de septiembre de 1717 al Sargento Mayor Juan Antonio Trasviña y Retes, de cuyos sucesores pasó más tarde a la Compañía de Jesús, siendo secularizados sus bienes en 1767.
En 1811, el Teniente José Antonio Uribe, denunció los terrenos del Saucillo, pero le fue negada su solicitud y en 1842 la Hacienda de San Marcos pasó a Don Esteban Curcier.
En 1870, un grupo de vecinos encabezados por Don José María Armendáriz compró a los herederos de éste, cien lotes de terrenos propios para agricultura y se inició así la formación del pueblo.
Por decreto del 19 de octubre de 1907 y de 13 de julio de 1950 se le otorga la categoría de Villa y Ciudad respectivamente.

### Hechos históricos
- 1717  La Hacienda de San Marcos, fue titulada el 24 de septiembre al Sargento Mayor Juan Antonio Trasviña y Retes.

- 1870  Se inició la formación del pueblo.

- 1889  Fue constituida en Sección Municipal.

- 1896  El 27 de noviembre se le otorgó la categoría de municipio a la región.

- 1907  El 19 de octubre se expidió el decreto que otorgó la categoría de villa a la cabecera.

- 1950  El 13 de julio se otorgó la categoría de ciudad a la cabecera.

## Geografía

### Localización
Se localiza en la latitud 28° 02’, longitud 105° 17’, su altura es de 1,221 metros sobre el nivel del mar. Colinda al norte con Julimes y Meoqui; al este con Camargo y La Cruz; al sur con La Cruz y al oeste con Zaragoza, Rosales y Delicias.
La cabecera municipal se encuentra a 107 kilómetros aproximadamente de la capital.
Tiene 214 localidades, de las cuales 212 son rurales. Los principales núcleos de población son Saucillo, cabecera municipal; las secciones municipales de Naica, Las Varas, El Orranteño.

### Extensión
El municipio de Saucillo tiene una superficie de 2,116.16 kilómetros cuadrados.

### Orografía
Su territorio se localiza en la Mesa Central del Norte, al principio del desierto Oriental y las mesetas irrigadas por el río Conchos; sus terrenos son áridos y desérticos, con extensas llanuras que avanzan al occidente; entre sus serranías más importantes están las de Orranteño, Naica, Nogalejo, Los Picachos y Colorado y la sierra del Pajarito, en los límites con San Francisco de Conchos.

### Hidrografía
Pertenece a la vertiente del Golfo; el río Conchos penetra, procedente del municipio de La Cruz, pasando al municipio de Meoqui y continúa por los de Julimes, Aldama, Coyame y Ojinaga hasta unirse al río Bravo; en su territorio se localizan las lagunas de El Rincón y Chancapilia; su cuenca hidrográfica es de gran importancia, ya que se irrigan las tierras que se encuentran en las márgenes del río Conchos, haciendo de la agricultura la principal actividad en la economía municipal.

### Clima
Es semiárido extremoso, con una temperatura máxima de 41.7 °C y una mínima de -14.1 °C; su temperatura media anual es de 18.3 °C. Tiene una precipitación pluvial media anual de 363.9 milímetros, con un promedio de 61 días de lluvia y una humedad relativa del 48%; sus vientos dominantes son del sudoeste.

### Principales ecosistemas
Su flora consta de plantas xerófilas, herbáceas, arbustos de diferentes tamaños, entremezclados con algunas especies de agaves, yucas y cactáceas, leguminosas como el huisache, guamúchil, quiebre hacha, zacates, peyote, bonete y chaparral espinoso.
La fauna está constituida por la paloma güilota y alas blancas, conejo, liebre, venado bura, puma, gato montés y coyote.

### Recursos naturales
- Minería: en naica es localizada la cueva de los cristales, donde se encontraron los cristales más grandes descubiertos de todo el mundo .[cita requerida]

### Características y usos del suelo
Sus suelos dominantes son los yermosoles háplicos de textura media en pendientes de nivel o quebradas, con asociaciones de litosoles y/o regosoles eútricos, inclusiones de rendzinas y solonetz en fase lítica o salina. También se aprecian manchones de solonchaks órticos de textura media en pendientes fuertemente disectadas. El uso del suelo es fundamentalmente minero, agrícola y ganadero.
El uso predominante del suelo es ganadero. La tenencia de la tierra en su mayoría es privada con 168.126 hectáreas, equivalentes al 67,5%. El régimen ejidal comprende 34.473 hectáreas que representan el 13,8%.

## Demografía
Según el Conteo de Población y Vivienda de 2005 realizado por el Instituto Nacional de Estadística y Geografía, la población del municipio de Saucillo es 28,508 habitantes, de los cuales 14,219 son hombres y 14,289 son mujeres.

### Localidades
En el censo de 2020 el municipio de Saucillo contaba con 218 localidades.
| Código INEGI      | Localidad         | Población (2020) |
| ----------------- | ----------------- | ---------------- |
| 080620001         | Saucillo          | 10 805           |
| 080620022         | Naica             | 4 093            |
| 080620041         | Las Varas         | 2 467            |
| 080620023         | Orranteño         | 1 503            |
| 080620008         | Conchos           | 1 477            |
| 080620299         | Vicente Guerrero  | 1 164            |
| Otras localidades | Otras localidades | 8 353            |
| Total municipal   | Total municipal   | 29 862           |

## Política

### Presidentes municipales
Presidentes y periodos
- C. Luis Gandara 1917-1918
- C. Braulio A. Durán 1919-1920
- C. Pánfilo Gandara 1921-1922
- C. Cirpiano Arriola Calderón 1923-1924
- C. Julián Jiménez Moncada 1926-1927 Y 1934-1935
- C. Manuel Terrazas Carrasco 1928-1929
- C. Rafael Acosta Armendariz 1932-1933
- C. Ramón Ibarra Gutiérrez 1936-1937
- C. Ambrosio Gutiérrez 1938-1939
- C. Víctor Manuel Chávez 1940-1941
- C. Jesus Torres Tellez 1942-1943
- C. Carlos Carrasco Jurado 1944-1946 y 1956-1959
- C. Leandro Terrazas Ronquillo 1947-1949
- C. Lino Flores Carrasco 1950-1952
- C. Rodrigo Chávez Lobato 1953-1955
- C. José Roque Gandara Grado 1959-1962
- Profr. Luis Carlos Terrazas Carrasco 1962-1963
- C. Salvador Ramón Franco Uranga 1956 Y 1968-1971
- C. Rosalío Medina Cota 1965-1968
- Profr. Jesús Filerio Martínez 1971-1974
- Profr. Francisco Chávez Orozco 1974-1977
- C. Genaro Jiménez Gómez 1977-1980
- C. Alfredo Martínez González 1980-1983
- C. Ricardo Reyes López 1983-1986
- Profr. Lucio Ayala Alvarado 1986-1989
- C. Rodrigo Levario Muñoz 1989-1992
- C. Rafael Guerrero Armendariz 1992-1995
- M.V.Z. Fernando Romero Sáenz 1995-1998
- C. Yolanda Baeza Martínez 1998-2001
- Lic. Ubaldo Ortiz García 2001-2004
- C. Jaime Lara Hernández 2004-2007
- Profr. Alejandro Guerrero Muñoz 2007-2010
- Ing. Julio César Muñoz Reyes 2010-2013
- Q.B.P. Martha Alicia Gàndara Acosta 2013-2016
- Lic. Armando López torres 2016-2018
- Lic. Manuela Aidé López de Anda 2018 - 2021

PRESIDENTES SECCIONALES DE LAS VARAS
- C.PROFA. ROSA GONZÁLEZ DE URIBE 1989-1992
- C.SOCORRO MARTÍNEZ 1992-1995
- C.GUADALUPE ACOSTA BAEZA 1995-1998
- C.ALFREDO GUEVARA CALDERÓN 1998-2001
- C. ING. JESÚS MATA MARTÍNEZ 2001-2004
- C. JESÚS MARTÍNEZ AMPARAN 2004-2007
- C. RICARDO MODESTO 2007-2010
- C. LIC. JOEL NÚÑEZ AMPARAN 2010 -2013
- C. GENARO MENDOZA 2013 - 2016
- C. GREGORIO MOLINA MELÉNDEZ 2016-2018

### Representación legislativa
Local:
- Distrito electoral local 20 de Chihuahua con cabecera en Camargo.

Federal:
- Distrito electoral federal 5 de Chihuahua con cabecera en Delicias.[7]

## Escuelas
Entre las escuelas de Saucillo encontramos las siguientes:
- El Centro de Bachillerato Tecnológico industrial y de servicios CBTis 197 Emiliano Zapata
- La Secundaria Federal #14.Es Rodrigo Chávez Lobato
- La Secundaria de Naica
- La Secundaria de Las Varas
- Escuela Secundaria Técnica # 54 estación conchos
- Colegio de Bachilleres del Estado de Chihuahua Plantel 25
- La Escuela Normal Rural Ricardo Flores Magón
- La Escuela Fernando Calderón #2055
- Adolfo López Mateos
- El Kínder 20-30
- La Abraham González
- Primaria niños héroes
- Primaria Francisco Villa 2642
- Primaria Rodolfo Chávez Primero 2263
- Primaria Felipe Carrillo Puerto
- Primaria Ignacio Zaragoza estn. conchos.